# Руденко Костянтин Михайлович
Костянти́н Миха́йлович Руде́нко — Полковник Збройних сил України, учасник російсько-української війни. Також Керівник-Малиновського РТЦК та СП, м.Одеса

## Нагороди
- За особистий внесок у зміцнення обороноздатності Української держави, мужність, самовідданість і високий професіоналізм, виявлені під час виконання військового обов'язку, та з нагоди Дня Збройних Сил України нагороджений орденом «За мужність» III ступеня (2.12.2016).[1]
- Медаль «За військову службу Україні»[2].